# На ножах
«На ножах» — українське реаліті-шоу, що транслювалося на телеканалі 1+1 з 2012 по 2016 рік, створене за форматом Kitchen Nightmares. Ведучий шеф-кухар «Пекельної кухні» Арам Мнацаканов (1 сезон); відома телеведуча Ольга Фреймут та ресторатор Дмитро Борисов (з 2 сезону).

## Опис
У цьому проєкті телеканал допомагає власникам ресторанів, кафе, пабів зробити їхній бізнес успішним. Учасниками «На ножах» стали ресторани, які перебували за крок до банкрутства. Арам Мнацаканов разом з помічниками-експертами шукає проблеми та допомагає власнику ресторана їх вирішити. У програмі аналізуються усі аспекти ресторанного бізнесу: меню, логістика, місце, інтер'єр, шеф-кухарі, сомельє.
Прем'єра «На ножах» в ефірі 1+1 відбулася 15 серпня 2012 року. Продюсер проєкту — Андрій Слободян.
У 2016 році відбувся перезапуск проєкту в іншому форматі. Ведучі — Ольга Фреймут та Дмитро Борисов. У 2017 році також були задіяні як співведучі дизайнери-архітектори брати Юдіни. Виконавчий продюсер проєкту — Анна Пагава.

## Формат(опис сезону 2012 року)
Місцем дії є збиткові та занедбані ресторани з усіх регіонів України. Власники на останній стадії відчаю викликають на допомогу команду «На ножах», і відомий ресторатор Арам Мнацаканов береться до справи.
Завдання експерта — з'ясувати причини провалу та у фантастично короткий строк виправити недоліки. Мнацаканову дозволено все — змінювати меню, переробляти дизайн і навіть призначати нове керівництво. Перевтілення закладу відбувається менше ніж за тиждень.
Знайомство з кожним закладом Мнацаканов розпочинає як звичайний відвідувач. Він куштує страви з меню, і таким чином складає перше враження про заклад. Потім Мнацаканов вивчає роботу ресторану зсередини — які функції виконують менеджери, кухарі, офіціанти тощо.
Рано вранці другого дня, коли у ресторані ще немає співробітників, ведучий «На ножах» перевіряє кухню. Мнацаканов — суворіший за будь-якого санітарного інспектора. Він зазирає під столи і за холодильники, вивертає на світ Божий гори сміття, знаходить зіпсовані продукти і купу брудного посуду. Після цього Мнацаканов дає хорошої прочуханки власникам та кухарям і дає наказ навести лад на кухні.
Однак антисанітарія на кухні та прострочені продукти — не єдина проблема збиткових ресторанів. Як правило, слабкі місця є у менеджменті, а як результат — неправильно складене меню і постійна плутанина під час обслуговування клієнтів.
Єдина можливість виправити ситуацію — кардинально оновити заклад. Мнацаканов оголошує про закриття ресторану, розпускає додому усіх працівників, а сам разом з командою «На ножах» будує новий заклад практично з нуля. Оновленню піддаються інтер'єр закладу, меню, система управління тощо. Мнацаканов може навіть змінити назву ресторану. Потім він презентує новий заклад власнику та його співробітникам.
Разом з Мнацакановим працюють кілька су-шефів (Володимир Ярославський, Гія Хочуа та ін.), вони проводять майстер-класи для кухарів, аби навчити тих готувати страви з нового меню. На фінальній вечері ресторан працює вже за новими правилами. І результат перевершує усі сподівання власників — адже заклад, що був на межі закриття, починає приносити хороші прибутки.
За правилами проєкту «На ножах», власник зобов'язаний дотримуватися правил, встановлених Мнацакановим, місяць. Через цей місяць команда «На ножах» знову приїжджає в ресторан, щоб перевірити як ідуть справи.

## 1 сезон
Складається з 12 епізодів, а також фільму про те, як знімали проєкт. Відео усіх епізодів можна переглянути на офіційній сторінці «На ножах» на сайті 1+1.

| № епізоду | місто/ресторан              | ефір       | результат |
| --------- | --------------------------- | ---------- | --- |
| 1         | Одеса, «Шефкафе»            | 15.08.2012 | переформатовано у винний ресторан «Пробка»                                                                        |
| 2         | Київ, Guitarbar             | 22.08.2012 | переформатовано у затишну хінкальну                                                                               |
| 3         | Київ, «Двері»               | 29.08.2012 | оновлені дизайн, меню, обличчям ресторану стала шеф-кухар Шурочка                                                 |
| 4         | Запоріжжя, «Оберхаузен»     | 5.09.2012  | переформатовано у прибуткову сосисочну. Власник закладу Олександр «Барон» став приділяти йому значно більше уваги |
| 5         | Ялта, «Подіум»              | 12.09.2012 | переформатовано у кафе «Я на морі»                                                                                |
| 6         | Івано-Франківськ, «Ґражда»  | 19.09.2012 | оновлені дизайн та меню. Але головну проблему — конфлікт між власниками — так і не вдалося вирішити               |
| 7         | Одеса, «Баальбек»           | 26.09.2012 | ресторан у східному стилі, основу меню склали страви ліванської кухні                                             |
| 8         | Черкаси, «Чайка»            | 03.10.2012 | переформатовано у ресторан "Тераса на «Чайці», концепція — сучасний сімейний ресторан                             |
| 9         | Харків, Fashion             | 10.10.2012 | створено успішний модний заклад, що справді відповідає своїй назві                                                |
| 10        | Львів, «Флоренція»          | 17.10.2012 | переформатовано у ресторан «Флорін», названий на честь місцевого кухаря                                           |
| 11        | Полтава, «Vivat, провінція» | 24.10.2012 | управління рестораном доручено доньці власника                                                                    |
| 12        | Київ, Red Rock Bar          | 31.10.2012 | з «придорожнього шалману» створено бар, де однаково комфортно і байкерам, і звичайним гостям                      |

## Цікаві факти
- Взяти участь у першому сезоні шоу зголосилися понад 3000 збиткових закладів з усіх куточків України. Для зйомок творці проєкту відібрали лише 12 з них[6].
- Прем'єра оригінального американського формату, відбулася у 2007 році. Саме цей проєкт зробив ведучого та експерта шеф-кухаря Гордона Рамзі зіркою світового рівня.
- Канал 1+1 першим у світі наважився реалізувати цей американський проєкт.
- На час зйомок першого сезону оновленого проєкту ведуча Ольга Фреймут була вагітною.